# Kočevar
Kočevar je 138. najbolj pogost priimek v Sloveniji, ki ga je po podatkih Statističnega urada Republike Slovenije na dan 31. decembra 2007 uporabljalo 1.113 oseb, na dan 1. januarja 2010 pa 1.118 oseb.

## Znani nosilci priimka
- Anka Kočevar (*1982), ilustratorka, filmska animatorka
- Barbara Kočevar (*1987), zgodovinarka
- Boris Kočevar (1929—2003), igralec
- Božo (Božidar) Kočevar (*1939), strojni inženir, gospodarstvenik, častni občan NM
- Domen Kočevar (*1975), vodja teozofske knjižnice Alme Karlin, škof Svobodne katoliške cerkve
- Ferdo Kočevar (1833—1878), literat in publicist
- Franc Kočevar pl. Kondenheim (1833—?), pravnik
- Franc Kočevar (1838—?), mecen
- Franc Kočevar - Ciril (1918—2005), partizanski povreljnik. generalpolkovnik JLA in narodni heroj
- Frančišek Kočevar (*1933), pomorščak, častnik, kapitan dolge plovbe
- Franjo Kočevar (1903—1991), kemik in tekstilni tehnolog, univ. profesor
- Hermina Kočevar (1933—2025), dramska igralka
- Ivan Kočevar (1858—?), krajevni politik, narodni delavec
- Ivan Kočevar (1921—1978), gradbeni gospodarstvenik
- Iztok Kočevar, glasbenik (bobnar, saksofonist, klarinetist)
- Marijan Kočevar (*1949), kemik, univ. profesor
- Marjanca Kočevar Colarič (*1947), pesnica, knjižničarka, kulturna delavka
- Marko Kočevar (*1956), karikaturist in ilustrato
- Martina Kočevar (*1980), kiparka, likovna umetnica
- Rado Kočevar (1928—2024), geograf, alpinist, gorski vodnik, turni kolesar/smučar, publicist
- Slavko Kočevar (ps. Slavko Jug) (1934—1997), pesnik, novinar, urednik
- Štefan Kočevar (1808—1883), zdravnik, politik in narodni buditelj
- Tanja Nuša Kočevar, umetnostna teoretičarka
- Tom Kočevar Dešman, teniški igralec
- Vanja Kočevar, zgodovinar